# Kaljina (Sokolac)
Pour les articles homonymes, voir Kaljina.
Kaljina (en serbe cyrillique : Каљина) est un village de Bosnie-Herzégovine. Il est situé sur le territoire de la ville d'Istočno Sarajevo, dans la municipalité de Sokolac et dans la république serbe de Bosnie. Selon les premiers résultats du recensement bosnien de 2013, il compte 21 habitants.

## Géographie
Le village est situé à la confluence de la Žitina et de la Kaljina, un affluent de la Bioštica.

## Démographie

### Évolution historique de la population dans la localité
| 1948 | 1953 | 1961 | 1971 | 1981 | 1991 | 2013 |
| ---- | ---- | ---- | ---- | ---- | ---- | ---- |
| -    | -    | 82   | 121  | 117  | 125  | 21   |

|  |

### Communauté locale
En 1991, la communauté locale de Kaljina comptait 1 644 habitants, répartis de la manière suivante :